# Angus (circonscription du Parlement britannique)
Pour les articles homonymes, voir Angus.
Circonscription parlementaire de la Chambre des communes
Angus est une ancienne circonscription électorale située en Écosse, représentée à la Chambre des communes du Parlement britannique. Elle a existé de 1997 à 2024.

## Liste des députés
| Élection | Élection | MP                          | Parti              |
| -------- | -------- | --------------------------- | ------------------ |
|          | 1997     | Andrew Welsh                | SNP                |
|          | 2001     | Mike Weir (homme politique) | SNP                |
|          | 2017     | Kirstene Hair               | Parti conservateur |
|          | 2019     | Dave Doogan                 | SNP                |